# Wichita Thunder
Die Wichita Thunder sind eine US-amerikanische Eishockeymannschaft aus Wichita, Kansas. Das Team spielt seit der Saison 2014/15 in der ECHL.

## Geschichte
Die Wichita Thunder wurden 1992 als Franchise der Central Hockey League gegründet, in der sie eines der sechs Gründungsmitglieder waren. Nachdem sie in ihrer ersten Spielzeit noch die Playoffs verpasst hatten, gewannen die Wichita Thunder 1994 und 1995 gleich zwei Mal in Folge den Miron Cup. Zunächst besiegten sie in der Saison 1993/94 die Tulsa Oilers in der Best-of-Seven-Serie mit einem Sweep, ehe sie in der Saison 1994/95 die San Antonio Iguanas mit 4:2 Siegen schlugen. In der Saison 1997/98 zogen die Thunder zum dritten Mal in das Playoff-Finale ein, in dem sie den Columbus Cottonmouths deutlich mit 0:4 unterlagen. In der Folgezeit konnte die Mannschaft nicht mehr an die Anfangserfolge anschließend und kam seither nicht mehr über die zweite Playoff-Runde hinaus.
Am 7. Oktober 2014 wurden die Thunder und die anderen sechs verbliebenen CHL-Teilnehmer in die ECHL aufgenommen. Der Spielbetrieb der CHL wurde wegen zu weniger Mannschaften eingestellt.

## Team-Rekorde

### Karriererekorde
Spiele: 730  Jason Duda
Tore: 337  Jason Duda
Assists: 533  Jason Duda
Punkte: 870  Jason Duda
Strafminuten: 1094  Ryan McLean
(Stand: Saisonende 2013/14)